# 自動滅火
自动灭火系统是指无需人工干预即可控制和扑灭火部的系統。自動灑水系統、气体灭火和冷凝气溶胶灭火等等這些都屬於自動滅火系統。当火灾在萌芽階段就能被扑灭时，可以將火災造成的人員死傷損失降到最低，因为93%与火灾有关的死亡发生在火灾迅速蔓延之后。